# Мала Ченчер
Мала Ченчер (рос. Малая Ченчерь) — присілок у складі Казанського району Тюменської області, Росія.
Населення — 290 осіб (2010, 273 у 2002).
Національний склад станом на 2002 рік:
- росіяни — 91 %